# Ceratozetes pacificus
Ceratozetes pacificus är en kvalsterart som beskrevs av Valerie M. Behan-Pelletier 1984. Ceratozetes pacificus ingår i släktet Ceratozetes och familjen Ceratozetidae. Inga underarter finns listade i Catalogue of Life.